# Embia vayssierei
Embia vayssierei is een insectensoort uit de familie Embiidae, die tot de orde webspinners (Embioptera) behoort. De soort komt voor in Senegal.
Embia vayssierei is voor het eerst wetenschappelijk beschreven door Navás in 1934.